# Hrabstwo Macon (Georgia)

Piramida wieku hrabstwa

Hrabstwo Macon – hrabstwo w USA, w stanie Georgia. Jego siedzibą administracyjną jest Oglethorpe, a największym miasteczkiem Montezuma.

## Miejscowości
- Ideal
- Marshallville
- Montezuma
- Oglethorpe

## Sąsiednie hrabstwa
- Hrabstwo Peach (północny wschód)
- Hrabstwo Houston (wschód)
- Hrabstwo Dooly (południowy wschód)
- Hrabstwo Sumter (południe)
- Hrabstwo Schley (południowy zachód)
- Hrabstwo Taylor (północny zachód)

## Demografia
Według spisu z 2020 roku liczy 12,1 tys. mieszkańców, co oznacza spadek o 18% w porównaniu z poprzednim spisem z roku 2010. Według danych pięcioletnich z 2021 roku 59,3% mieszkańców to czarnoskórzy lub Afroamerykanie, 37% biali (33,4% nie licząc Latynosów), 1,5% Azjaci, 1,3% miało rasę mieszaną, 0,7% to rdzenna ludność Ameryki i 0,1% pochodziło z wysp Pacyfiku. Latynosi stanowili 5,1% populacji hrabstwa.

## Religia
W 2020 roku hrabstwo ma najwyższy odsetek świadków Jehowy w stanie Georgia, który wynosi 4,8%. Ponadto zdominowane jest przez społeczności baptystów i metodystów. Około 4% to amisze i konserwatywni mennonici. Katolicy stanowią mniej niż 1% populacji.

## Polityka
Hrabstwo jest przeważająco demokratyczne, gdzie w wyborach prezydenckich w 2020 roku, 61,3% głosów otrzymał Joe Biden i 38,2% przypadło dla Donalda Trumpa. 